# Falsoplocia pardina
Falsoplocia pardina är en skalbaggsart som beskrevs av Stefan von Breuning 1939. Falsoplocia pardina ingår i släktet Falsoplocia och familjen långhorningar. Inga underarter finns listade i Catalogue of Life.